# مسابقات فرمول یک فصل ۲۰۰۱
مسابقات فرمول یک فصل ۲۰۰۱ در سال ۲۰۰۱ میلادی برگزار شد. در این مسابقات میشائل شوماخر (به انگلیسی: Michael Schumacher) از تیم اسکودریا فراری و با موتور فراری به قهرمانی رسید  و در مجموع صاحب ۱۲۳ امتیاز شد.